# Dicrurus sumatranus
Dicrurus sumatranus là một loài chim trong họ Dicruridae.